# Puchar Europy Mistrzów Klubowych (1988/1989)
XXXIV Puchar Europy Mistrzów Klubowych 1988/1989

(ang. European Champion Clubs’ Cup)

## I runda
| Dynamo Berlin – Werder Brema 3:0 i 0:5 1 06.09 1988 1:0 Doll 16, 2:0 Thorn 62, 3:0 Pastor 77 2 11.10 1988 0:1 Kutzop 23k, 0:2 Hermann 55, 0:3 Riedle 62, 0:4 Burgsmüller 70, 0:5 Schaaf 90                                           |
| Sparta Praga – Steaua Bukareszt 1:5 i 2:2 1 07.09 1988 1:0 Kukleta 20, 1:1 Lacatus 29, 1:2 Lacatus 45, 1:3 Hagi 78, 1:4 Stoica 86, 1:5 Hagi 88 2 05.10 1988 1:0 Bilek 12, 1:1 Hagi 29, 1:2 Lacatus 78, 2:2 Bilek 88                  |
| Real Madryt – Moss FK 3:0 i 1:0 1 07.09 1988 1:0 Losada 19, 2:0 Tendillo 29, 3:0 Butragueño 31 2 05.10 1988 1:0 Butragueño 39 |
| Pezoporikos Larnaka – IFK Göteborg 1:2 i 1:5 1 07.09 1988 0:1 Eriksson 18, 1:1 Livathinos 20k, 1:2 A. Ravelli 55 2 05.10 1988 0:1 R. Nilsson 6, 0:2 Zetterlund 8, 0:3 Holmgren 27, 1:3 Livathinos 37, 1:4 Fröberg 44, 1:5 Fröberg 54 |
| Club Brugge – Brøndby IF 1:0 i 1:2 1 07.09 1988 1:0 Bettagno 88 2 05.10 1988 0:1 Frank 36, 0:2 Christensen 68, 1:2 Brylle 70 |
| FC Porto – Helsingin Jalkapalloklubi 3:0 i 0:2 1 07.09 1988 1:0 Madjer 6, 2:0 Sousa 22, 3:0 Rui Aguas 75 2 05.10 1988 0:1 Valla 53, 0:2 Kanerva 84                                                                                   |
| Rapid Wiedeń – Galatasaray SK 2:1 i 0:2 1 07.09 1988 1:0 Kranjčar 33, 2:0 Kienast 51, 2:1 D. Savas 81 2 05.10 1988 0:1 Tanju Colak 53, 0:2 Cüneyt 67                                                                                 |
| Spartak Moskwa – Glentoran F.C. 2:0 i 1:1 1 07.09 1988 1:0 A. Iwanow 52, 2:0 Szalimow 68 2 05.10 1988 0:1 Moore 5, 1:1 Czerenkow 90                                                                                                  |
| Witosza Sofia – A.C. Milan 0:2 i 2:5 1 07.09 1988 0:1 Virdis 18, 0:2 Gullit 76 2 05.10 1988 0:1 van Basten 2, 0:2 van Basten 13, 1:2 Naczew 29, 1:3 van Basten 42, 1:4 Virdis 62, 2:4 Ilijew 73, 2:5 van Basten 83                   |
| Ħamrun Spartans – 17 Nëntori Tirana 2:1 i 0:2 1 07.09 1988 0:1 Shegli 8, 1:1 Leo Refalo 46, 2:1 Leo Refalo 90 2 05.10 1988 0:1 Hodja 66, 0:2 Josa 69                                                                                 |
| Górnik Zabrze – Jeunesse Esch 3:0 i 4:1 1 07.09 1988 1:0 R. Warzycha 34, 2:0 Urban 45, 3:0 Urban 73 2 05.10 1988 1:0 Komornicki 6, 2:0 Komornicki 30, 2:1 Theiss 32, 3:1 Urban 67, 4:1 Zagórski 83                                   |
| AE Larisa – Neuchâtel Xamax 2:1 i 1:2 (dog), karne 0:3 1 07.09 1988 1:0 Agoroiannis 5, 1:1 Heinz Hermann 59, 2:1 Mitsibonas 90 2 05.10 1988 1:0 Karapialis 58, 1:1 Lei Ravello 62k, 1:2 Lüthi 70                                     |
| Budapest Honvéd – Celtic F.C. 1:0 i 0:4 1 07.09 1988 1:0 Fodor 8 2 05.10 1988 0:1 Stark 17, 0:2 Walker 73, 0:3 McAvennie 77, 0:4 McGhee 88                                                                                           |
| Dundalk – FK Crvena zvezda 0:5 i 0:3 1 07.09 1988 0:1 Mrkela 48, 0:2 Musemić 62, 0:3 Stojković 65k, 0:4 Stošić 82, 0:5 M. Dżurovski 84 2 05.10 1988 0:1 Sabanadżović 3, 0:2 Mrkela 51, 0:3 Savićević 67                              |
| Knattspyrnufélagið Valur – AS Monaco 1:0 i 0:2 1 06.09 1988 1:0 A. Edvaldsson 55 2 04.10 1988 0:1 Vogel 15, 0:2 Weah 37 |
| Wolny los: PSV Eindhoven |

## II runda
| Celtic F.C. – Werder Brema 0:1 i 0:0 1 26.10 1988 0:1 Wolter 57 2 08.11 1988 |
| A.C. Milan – FK Crvena zvezda 1:1 i 1:1 (dog), karne 4:2 1 26.10 1988 0:1 Stojković 47, 1:1 Virdis 48 2 09.11 1988 0:1 Bajić 5 (mecz przerwany w 6 minucie z powodu mgły – powtórzony następnego dnia) 3 10.11 1988 1:0 van Basten 34, 1:1 Stojković 38 |
| Neuchâtel Xamax – Galatasaray SK 3:0 i 0:5 1 26.10 1988 1:0 Lühti 52, 2:0 Chassot 86, 3:0 Decastel 90 2 09.11 1988 0:1 Tütüneker (Ugur) 19, 0:2 Tanju Colak 55, 0:3 Tütüneker (Ugur) 78, 0:4 Tanju Colak 82, 0:5 Tanju Colak 89                         |
| PSV Eindhoven – FC Porto 5:0 i 0:2 1 26.10 1988 1:0 Kieft 15, 2:0 Ellerman 37, 3:0 R. Koeman 42, 4:0 Janssen 51, 5:0 R. Koeman 53 2 09.11 1988 0:1 Rui Aguas 43, 0:2 Domingos 82                                                                        |
| Steaua Bukareszt – Spartak Moskwa 3:0 i 2:1 1 26.10 1988 1:0 Dumitrescu 33, 2:0 Hagi 58, 3:0 Hagi 70k 2 09.11 1988 1:0 Lacatus 11, 1:1 Czerenkow 44, 2:1 Balint 90                                                                                      |
| 17 Nëntori Tirana – IFK Göteborg 0:3 i 0:1 1 26.10 1988 0:1 Försberg 31, 0:2 Ingesson 35, 0:3 L. Nilsson 83 2 09.11 1988 0:1 Försberg 30 |
| Club Brugge – AS Monaco 1:0 i 1:6 1 26.10 1988 1:0 N’Buyu 48 2 09.11 1988 0:1 Fofana 5, 0:2 Sonor 8, 0:3 Fofana 27, 0:4 Toure 24, 0:5 Toure 30, 0:6 Fofana 73, 1:6 Audoor 82                                                                            |
| Górnik Zabrze – Real Madryt 0:1 i 2:3 1 26.10 1988 0:1 Sánchez 66k 2 09.11 1988 0:1 Sánchez 27, 1:1 Jegor 41, 2:1 Baran 54, 2:2 Butragueño 77, 2:3 Sánchez 85                                                                                           |

## 1/4 finału
| IFK Göteborg – Steaua Bukareszt 1:0 i 1:5 1 01.03 1989 1:0 Ingesson 55 2 15.03 1989 0:1 Lacatus 7, 0:2 Lacatus 16, 0:3 Dumitrescu 39, 1:3 Zetterlund 53, 1:4 Lacatus 65, 1:5 Balint 90 |
| PSV Eindhoven – Real Madryt 1:1 i 1:2 (dog) 1 01.03 1989 0:1 Butragueño 45, 1:1 Romario 52 2 15.03 1989 0:1 Sánchez 78k, 1:1 Romario 84, 1:2 Martin Vázquez 105                        |
| AS Monaco – Galatasaray SK 0:1 i 1:1 1 01.03 1989 0:1 Tanju Colak 20 2 15.03 1989 0:1 Prekazi 50, 1:1 Weah 65 (mecz w Kolonii)                                                         |
| Werder Brema – A.C. Milan 0:0 i 0:1 1 01.03 1989 2 15.03 1989 0:1 van Basten 32k |

## 1/2 finału
| Steaua Bukareszt – Galatasaray SK 4:0 i 1:1 1 05.04 1989 1:0 Erhan 5 s, 2:0 Hagi 40k, 3:0 Petrescu 68, 4:0 Balint 72 2 19.04 1989 0:1 Cüneyt Tanman 36, 1:1 Dumitrescu 39 (mecz w Izmirze) |
| Real Madryt – A.C. Milan 1:1 i 0:5 1 05.04 1989 1:0 Sánchez 42, 1:1 van Basten 77 2 19.04 1989 0:1 Ancelotti 19, 0:2 Rijkaard 25, 0:3 Gullit 45, 0:4 van Basten 49, 0:5 Donadoni 60        |

## Finał
| 24 maja 1989 Barcelona Camp Nou (97 000) A.C. Milan – Steaua Bukareszt 4:0 (3:0) Sędzia: Karl-Heinz Tritschler (Niemcy) Bramki: 1:0 Ruud Gullit 17, 2:0 Marco van Basten 26, 3:0 Ruud Gullit 38, 4:0 Marco van Basten 46 Żółte kartki: Franco Baresi / – Associazione Calcio Milan (trener Arrigo Sacchi): Giovanni Galli – Mauro Tassotti, Alessandro Costacurta (74 Filippo Galli), Franco Baresi (kapitan), Paolo Maldini, Angelo Colombo, Frank Rijkaard, Carlo Ancelotti, Roberto Donadoni, Ruud Gullit (60 Pietro Paolo Virdis), Marco van Basten Fotbal Club Steaua București (trener Anghel Iordănescu): Silviu Lung – Stefan Iovan, Dan Petrescu, Adrian Bumbescu, Nicolae Ungureanu, Gheorghe Hagi, Tudorel Stoica (kapitan), Daniel Minea, Iosif Rotariu (46 Gavril Balint), Marius Lăcătuș, Victor Pițurcă |